# Derek Walcott
Derek Walcott (anglès: Derek Alton Walcott)  (Castries, 23 de gener de 1930 - Cap Estate, 17 de març de 2017) (KCSL, OBE, OM, OCC) va ser un poeta i dramaturg santlucià.
Va rebre el Premi Nobel de Literatura l'any 1992. Va ser el primer acadèmic distingit en residència de la Universitat d'Alberta, on va ensenyar cursos d'escriptura de grau i postgrau. També va exercir com a professor de poesia a la Universitat d'Essex del 2010 al 2013. Entre les seves obres destaquen el poema èpic homèric Omeros (1990), que molts crítics consideren «com el gran assoliment de Walcott». A més de guanyar el Premi Nobel, Walcott va rebre molts premis literaris al llarg de la seva carrera, com ara un Premi Obie el 1971 per la seva obra Dream on Monkey Mountain, un premi al «geni» de la Fundació MacArthur, un premi de la Royal Society of Literature, el Queen's Medal for Poetry, el premi inaugural de l'OCM Bocas per a la literatura del Carib, el premi T. S. Eliot 2011 pel seu llibre de poesia White Egrets i el Griffin Trust For Excellence in Poetry Lifetime Recognition Award el 2015.

## Infància i joventut
Walcott va néixer i es va criar a Castries, Saint Lucia, a les Índies Occidentals, fill d'Alix (Maarlin) i Warwick Walcott. Tenia un germà bessó, el dramaturg Roderick Walcott, i una germana, Pamela Walcott. La seva família és d'ascendència anglesa, neerlandesa i africana, cosa que reflecteix la complexa història colonial de l'illa que explora en la seva poesia. La seva mare, mestra, estimava les arts i sovint recitava poesia per casa. El seu pare era un funcionari i un pintor talentós. Va morir quan Walcott i el seu germà tenien un any d'edat i van ser criats per la seva mare. Walcott es va criar a escoles metodistes. La seva mare, que era mestra en una escola elemental metodista, va proporcionar als seus fills un entorn on es podien cultivar els seus talents. La família de Walcott formava part d'una comunitat metodista minoritària, que se sentia eclipsada per la cultura catòlica dominant de l'illa establerta durant el domini colonial francès.
De jove Walcott es va formar com a pintor, amb la mentoria de Harold Simmons, la vida del qual com a artista professional va ser un exemple inspirador per a ell. Walcott admirava molt a Cézanne i Giorgione, i va intentar aprendre d'ells. La pintura de Walcott es va exposar més tard a la galeria Anita Shapolsky de la ciutat de Nova York, juntament amb l'art d'altres escriptors, en una exposició de 2007 anomenada «The Writer's Brush: Paintings and Drawing by Writers».
Va estudiar com a escriptor, convertint-se en «un poeta exuberant, bojament enamorat de l'anglès» i molt influenciat per poetes modernistes com T. S. Eliot i Ezra Pound. Walcott va tenir un primer sentit de vocació com a escriptor. Al poema Midsummer (1984), va escriure:
| « | Forty years gone, in my island childhood, I felt that the gift of poetry had made me one of the chosen, that all experience was kindling to the fire of the Muse. | Quarenta anys passats, en la meva infància a l'illa, vaig sentir això El do de la poesia m'havia convertit en un dels escollits Que tota l'experiència va encendre el foc de la Musa. | » |

Als 14 anys d'edat, Walcott va publicar el seu primer poema, un poema religiós miltònic, al diari The Voice of St Lucia. Un sacerdot catòlic anglès va condemnar el poema d'inspiració metodista com a blasfem en una resposta publicada al diari. Als 19 anys d'edat, Walcott havia autopublicat les seves dues primeres col·leccions amb l'ajuda de la seva mare, que va pagar la impressió: 25 Poems (1948) i Epitaph for the Young: XII Cantos (1949). Va vendre còpies als seus amics i va cobrir els costos. Més tard va comentar:
| « | Vaig anar a la meva mare i li vaig dir: «M'agradaria publicar un llibre de poemes, i crec que em costarà dos-cents dòlars». Només era costurera i mestra, i recordo que estava molt molesta perquè ho volia fer. D'alguna manera ho va aconseguir: molts diners que una dona havia trobat al seu sou. Ella me'ls va donar i vaig anar a Trinitat i vaig fer imprimir el llibre. Quan vaig tenir els llibres, els venia als amics. Vaig recuperar els diners. | » |

L'influent poeta bajan Frank Collymore va donar suport crític als primers treballs de Walcott.
Després de cursar el batxillerat al Saint Mary's College (Saint Lucia), va rebre una beca per estudiar al University College of the West Indies a Kingston (Jamaica).

## Carrera professional
Després de graduar-se, Walcott es va traslladar a Trinidad l'any 1953, on es va convertir en crític, professor i periodista. Va fundar la Trinidad Theatre Workshop l'any 1959 i es va mantenir actiu amb la seva junta directiva.
Explorant el Carib i la seva història en un context colonialista i postcolonialista, la seva col·lecció In a Green Night: Poems 1948–1960 (1962) va atreure l'atenció internacional. La seva obra Dream on Monkey Mountain (1970) es va produir a NBC-TV als Estats Units d'Amèrica l'any que es va publicar. Makak és el protagonista d'aquesta obra; i «La condició de Makak representa la condició dels nadius colonitzats sota les forces opressores dels poderosos colonitzadors». El 1971 va ser produït per la Negro Ensemble Company off-Broadway a la ciutat de Nova York; va guanyar un premi Obie aquell any a la «Millor obra estrangera». L'any següent, Walcott va guanyar una OBE del govern britànic pel seu treball.
Va ser contractat com a professor per la Universitat de Boston als Estats Units d'Amèrica, on va fundar la Boston Playwrights' Theatre l'any 1981. Aquell any també va rebre una beca de la Fundació MacArthur als Estats Units d'Amèrica. Walcott va ensenyar literatura i escriptura a la Universitat de Boston durant més de dues dècades, publicant nous llibres de poesia i obres de teatre de manera regular. Walcott es va retirar del seu càrrec a la Universitat de Boston l'any 2007. Es va fer amic d'altres poetes, entre ells l'expatriat rus Joseph Brodsky, que va viure i treballar als Estats Units d'Amèrica després de ser exiliat a la dècada del 1970, i l'irlandès Seamus Heaney, que també va ensenyar a Boston.
El poema èpic de Walcott Omeros (1990), que fa ressò fluix i fa referència a personatges de la Ilíada, ha estat elogiat per la crítica com el seu «gran assoliment». El llibre va rebre elogis de publicacions com The Washington Post i The New York Times Book Review, que van triar Omeros com un dels seus «Millors llibres de 1990».
Walcott va rebre el Premi Nobel de Literatura l'any 1992, el segon escriptor del Carib que va rebre l'honor després que Saint-John Perse, nascut a Guadalupe, rebé el premi el 1960. El comitè Nobel va qualificar l'obra de Walcott com «una obra poètica de gran lluminositat, sostinguda per una visió històrica, fruit d'un compromís multicultural». Va guanyar un Anisfield-Wolf Book Awardper la seva trajectòria el 2004.
Els seus darrers reculls de poesia inclouen Tiepolo's Hound (2000), il·lustrat amb còpies de les seves aquarel·les; The Prodigal (2004), i White Egrets (2010), que van rebre el T.S. Premi Eliot i el Premi OCM Bocas 2011 de literatura del Carib.
L'any 2008, Walcott va donar les primeres Conferències Cola Debrot. El 2009, Walcott va començar una posició distingida d'estudiós en residència de tres anys a la Universitat d'Alberta. El 2010, es va convertir en professor de poesia a la Universitat d'Essex.
En el marc de les celebracions del Dia de la Independència de Saint Lucia, el febrer de 2016, es va convertir en un dels primers cavallers de l'Orde de Saint Lucia.

## Obres

### Temes
El metodisme i l'espiritualitat han tingut un paper important des del principi en l'obra de Walcott. Va comentar: «Mai he separat l'escriptura de poesia de l'oració. He crescut creient que és una vocació, una vocació religiosa». Descrivint el seu procés d'escriptura, va escriure: «el cos sent que s'està fonent en el que ha vist... el JO no és important. Aquest és l'èxtasi... En última instància, és el que diu Yeats: 'Tal dolçor flueix al pit que riem de tot i tot allò que mirem és beneït'. Això sempre hi és. És una benedicció, una transferència. És una gratitud, realment. Com més guarda un poeta, més genuïna és la seva naturalesa».

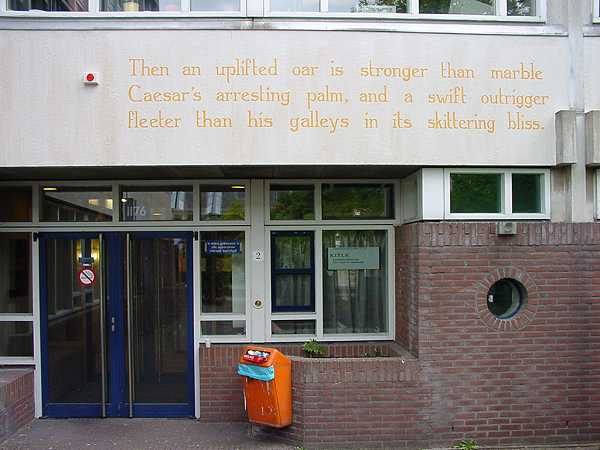
Poema mural Omeros a Leiden
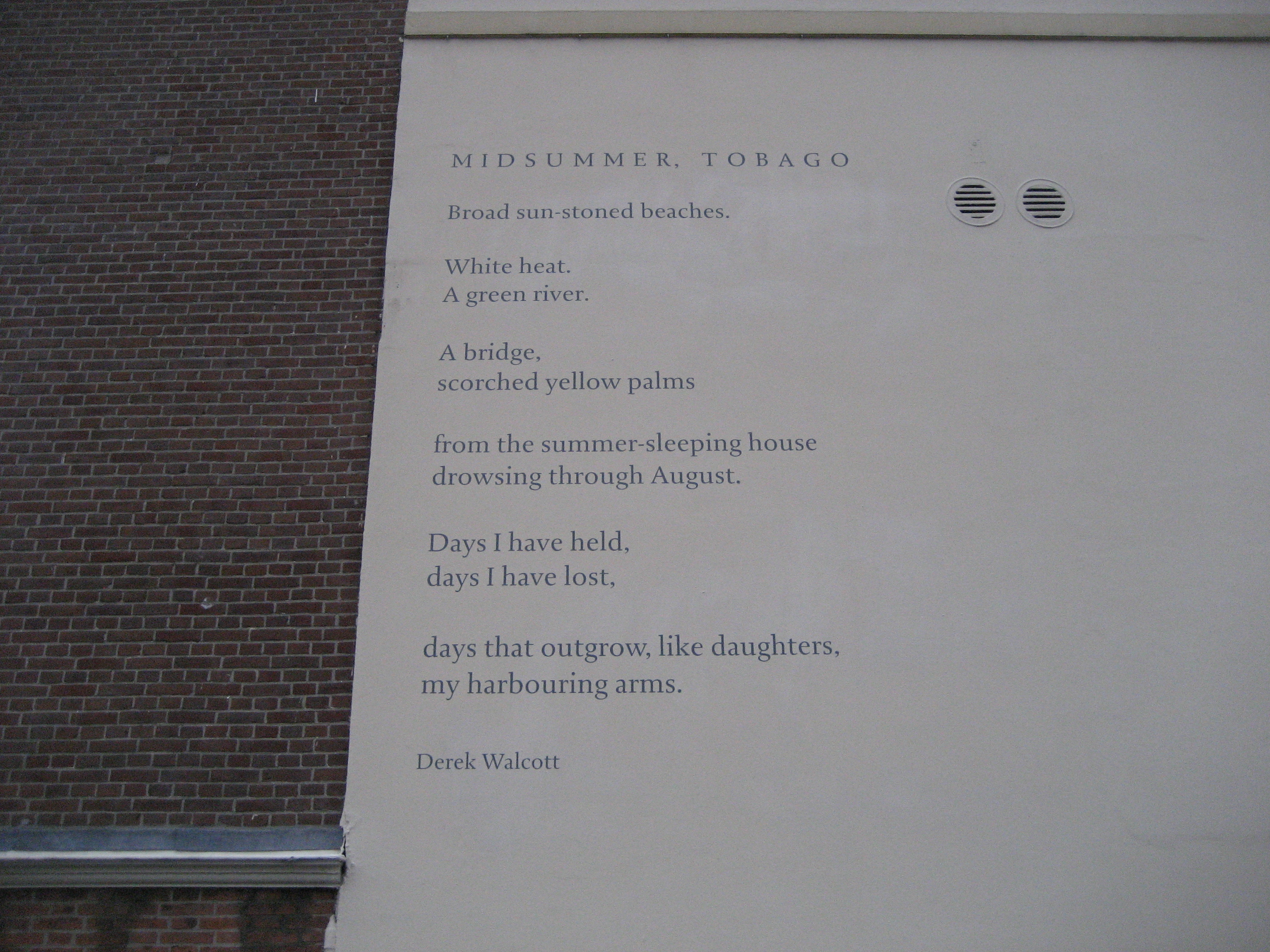
Poema mural Midsummer, Tobago a La Haia

També assenyala, «si un creu que arriba un poema... fas una retirada, una retirada en una mena de silenci que talla tot el que t'envolta. El que estàs assumint realment no és una renovació de la teva identitat. però en realitat una renovació del teu anonimat».

### Influències
Walcott va dir que la seva escriptura estava influenciada per l'obra dels poetes estatunidencs, Robert Lowell i Elizabeth Bishop, que també eren amics.

### Dramatúrgia
Va publicar més d'una vintena d'obres, la majoria de les quals han estat produïdes pel Trinidad Theatre Workshop i també s'han posat en escena àmpliament en altres llocs. Molts d'ells aborden, directament o indirectament, l'estatus liminal de les Índies Occidentals en el període postcolonial. A través de la poesia també explora les paradoxes i complexitats d'aquest llegat.

### Assaigs
En el seu assaig de 1970 What the Twilight Says: An Overture, tractant sobre l'art i el teatre a la seva regió natal (de Dream on Monkey Mountain and Other Plays), Walcott reflexiona sobre les Índies Occidentals com a espai colonitzat. Parla dels problemes per a un artista d'una regió amb poca forma de veritable indígena i amb poca identitat nacional o nacionalisme. Afirma: «Aquí tots som estranys... El nostre cos pensa en una llengua i es mou en una altra». Els efectes epistemològics de la colonització informen obres com Ti-Jean and his Brothers. Es demostra que Mi-Jean, un dels germans homònims, té molta informació, però realment no sap res. Cada vers que recita Mi-Jean és coneixement de memòria adquirit del colonitzador; és incapaç de sintetitzar-lo ni aplicar-lo a la seva vida de colonitzat.
Walcott assenyala el seu creixement a la cultura de les Índies Occidentals:
| « | El que ens van privar també era el nostre privilegi. Va ser una gran alegria fer un món que fins ara, fins aleshores, havia estat indefinit... La meva generació d'escriptors de les Índies occidentals ha sentit una exaltació tan poderosa per tenir el privilegi d'escriure sobre llocs i persones per primera vegada i , alhora, tenint darrere d'ells la tradició de saber com de bé es pot fer—per un Defoe, un Dickens, un Richardson. | » |

Walcott es va identificar com «un escriptor absolutament caribeny», un pioner que va ajudar a donar sentit al llegat del profund dany colonial. En poemes com The Castway (1965) i a l'obra Pantomime (1978), utilitza les metàfores del naufragi i de Crusoe per descriure la cultura i el que hom espera dels artistes després del colonialisme i l'esclavitud: tant la llibertat com el repte de començar de nou, salvar el millor d'altres cultures i fer alguna cosa nova. Aquestes imatges es repeteixen també en treballs posteriors. Escriu: «Si seguim enfadats i diem: Mireu què va fer el propietari d'esclaus, i així successivament, mai madurarem. Mentre estem asseguts a l'aire lliure o escrivint poemes i novel·les estúpides que glorifiquen un passat inexistent, llavors el temps ens passa».

## Omeros
El poema èpic Omeros de Walcott es va publicar el 1990 amb l'aclamació de la crítica. El poema fa ressò i fa referència molt fluix a Homer i alguns dels seus personatges principals de La Ilíada. Alguns dels personatges principals del poema inclouen els pescadors de l'illa Achille i Hector, l'oficial anglès retirat Major Plunkett i la seva esposa Maud, la criada Helen, el cec Seven Seas (que representa simbòlicament Homer) i el mateix autor.
Tot i que la narració principal del poema té lloc a l'illa de Saint Lucia, on Walcott va néixer i es va criar, Walcott també inclou escenes de Brookline, Massachusetts (on Walcott vivia i ensenyava en el moment de la composició del poema), i el personatge Achille imagina un viatge des d'Àfrica en un vaixell d'esclaus que es dirigeix cap a les Amèriques; també, al llibre cinquè del poema, Walcott narra algunes de les seves experiències de viatge a diverses ciutats d'arreu del món, com ara Lisboa, Londres, Dublín, Roma i Toronto.
Composta en una variació de terza rima, l'obra explora els temes que recorren l'obra de Walcott: la bellesa de les illes, la càrrega colonial, la fragmentació de la identitat caribenya i el paper del poeta en un món postcolonial.
En aquesta èpica, Walcott defensa la necessitat de tornar a les tradicions per desafiar la modernitat nascuda del colonialisme.

### Premi Nobel de Literatura

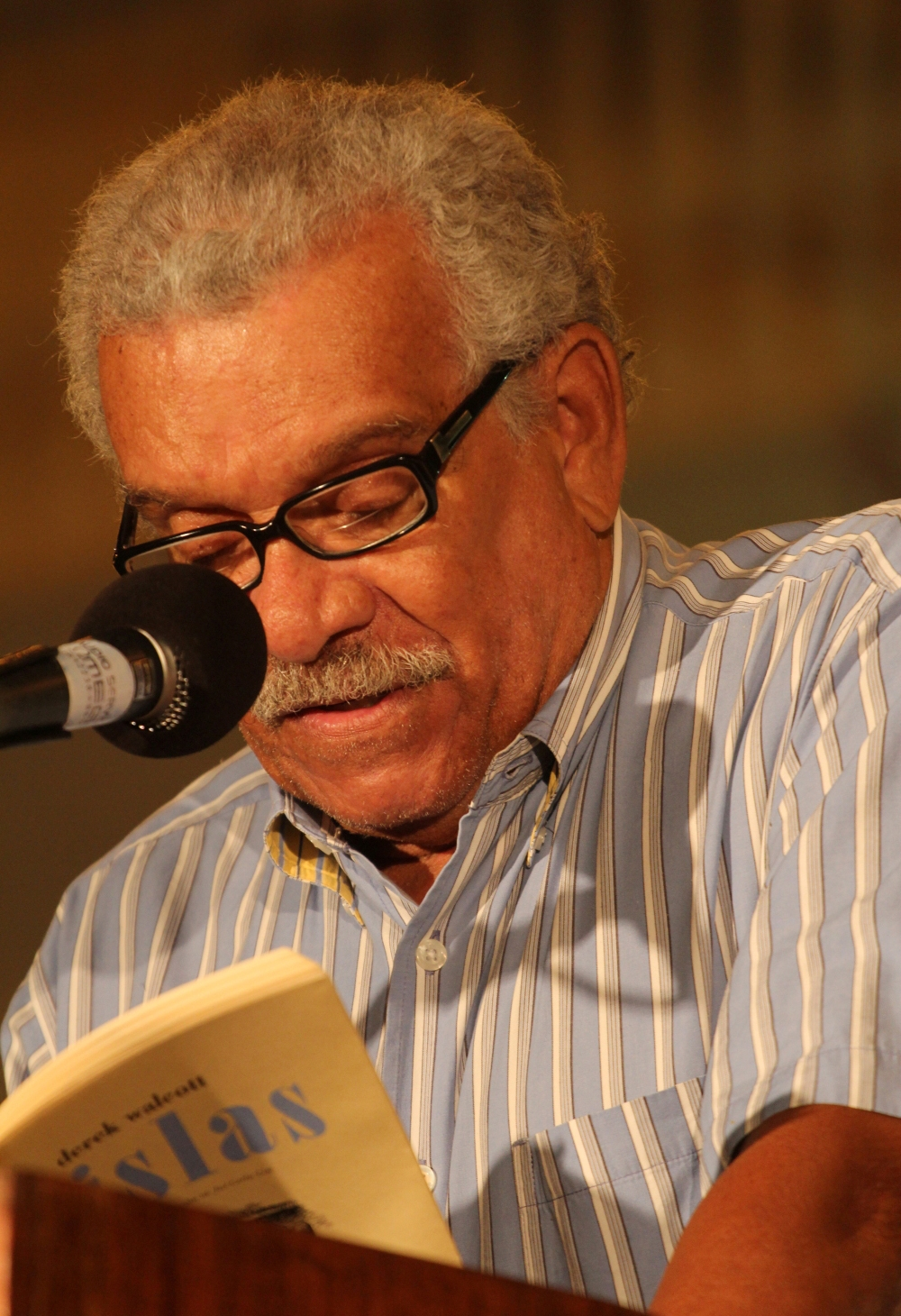
Derek Walcott al VIII Festival Internacional, 1992

Derek Walcott va ser guardonat amb el Premi Nobel de Literatura l'any 1992, dos anys després de publicar el poema èpic Omeros. Era conegut per escriure sobre «el dur llegat del colonialisme i les complexitats de viure i escriure en dos mons culturals». La seva veu poètica reflectia una barreja de la seva oïda per la llengua anglesa i el seu sentit del seu propi poble.
Stephen Breslow va explicar que ell i l'Acadèmia Sueca van triar a Derek Walcott per al Premi Nobel de Literatura perquè la seva obra tenia «una forta veu regional que transcendeix la seva localitat tòpica, per la profunditat i l'amplitud de la seva ressonància poètica i per la seva implicació humana global».Va ser la capacitat de Walcott de ser més que «exòtic» el que va cridar l'atenció crítica de la seva obra. Breslow explica que «Walcott ha fusionat un somni profund i rapsòdic sobre el seu remot lloc de naixement: la seva gent, el seu paisatge i la seva història, amb la tradició clàssica central de la civilització occidental». Aquesta habilitat mostra la importància de la multiculturalitat i el domini literari per a l'Acadèmia Sueca. Les obres de Walcott representen com les diferents cultures poden enriquir-se mútuament per produir obres encara més atractives.
En el seu discurs d'acceptació del Nobel, Walcott descriu la vida a les Antilles i què significa descobrir la identitat. Descriu tots els «fragments trencats» de la seva identitat «diaspòrica». La gent necessita llibres, diu, però no n'hi ha prou per englobar tot el que és una cultura. Walcott diu que «la poesia visible de les Antilles, doncs, [és] supervivència» perquè «totes les Antilles, cada illa, és un esforç de memòria; cada ment, cada biografia racial que culmina amb amnèsia i boira». Engloba la identitat diaspòrica que es troba a la literatura del Carib mirant com d'insignificant se sent perquè no pot, per si sol, reunir plenament una identitat cultural.

### Crítiques i elogis
L'obra de Walcott ha rebut elogis de grans poetes com Robert Graves, que va escriure que Walcott «maneja l'anglès amb una comprensió més propera de la seva màgia interior que la majoria, si no cap, dels seus contemporanis», i Joseph Brodsky, que va elogiar l'obra de Walcott, escrivint: «Durant gairebé quaranta anys les seves línies palpitants i implacables van anar arribant a la llengua anglesa com un maremot, coagulant-se en un arxipèlag de poemes sense els quals el mapa de la literatura moderna coincidiria efectivament amb el fons de pantalla. Ens dona més que ell mateix o 'un món'; ens dona una sensació d'infinit encarnada en el llenguatge». Walcott va assenyalar que ell, Brodsky i el poeta irlandès Seamus Heaney, que van ensenyar als Estats Units d'Amèrica, eren una banda de poetes «fora de l'experiència americana».
El crític de poesia William Logan va criticar l'obra de Walcott en una ressenya de llibres del New York Times de Walcott's Selected Poems. Tot i que va elogiar l'escriptura de Walcott a Sea Grapes i The Arkansas Testament, Logan va dir sobretot coses negatives sobre la poesia de Walcott, qualificant Omeros de «maldestre» i Another Life de «pretensiós». Va concloure amb «Cap poeta viu ha escrit vers més delicadament interpretat o distingit que Walcott, encara que pocs poemes individuals semblen destinats a ser recordats».
La majoria de les crítiques del treball de Walcott són més positives. Per exemple, a la revisió de The New Yorker de The Poetry of Derek Walcott, Adam Kirsch va elogiar l'obra de Walcott, descrivint el seu estil de la següent manera:
| « | En combinar la gramàtica de la visió amb la llibertat de la metàfora, Walcott produeix un estil bonic que també és un estil filosòfic. Les persones perceben el món per canals duals, suggereix el vers de Walcott, a través dels sentits i a través de la ment, i cadascú es filtra constantment a l'altre. El resultat és un estat de pensament màgic perpetu, una mena de món 'Alícia al país de les meravelles' on els conceptes tenen cossos i els paisatges sempre són susceptibles d'aixecar-se i començar a parlar. | » |

Kirsch anomena Another Life Walcott com el «primer gran cim» i analitza les qualitats pictòriques de les imatges de Walcott des del seu primer treball fins a llibres posteriors com Tiepolo's Hound. Kirsch també explora la política postcolonial a l'obra de Walcott, anomenant-lo «l'escriptor postcolonial per excel·lència». Kirsch anomena el primer poema A Far Cry from Africa un punt d'inflexió en el desenvolupament de Walcott com a poeta. Igual que Logan, Kirsch és crític amb Omeros, que creu que Walcott no aconsegueix mantenir amb èxit en la seva totalitat. Tot i que Omeros és el volum de Walcott que sol rebre més elogis de la crítica, Kirsch creu que Midsummer és el seu millor llibre.
La seva poesia, com a performance parlada, apareix breument en els sons mostrejats de l'àlbum de música del grup Dreadzone. El seu tema titulat «Captain Dread» de l'àlbum Second Light incorpora el quart vers del poema de Walcott de 1990 The Schooner Flight.
L'any 2013 la cineasta neerlandesa Ida Does va estrenar Poetry is an Island, un llargmetratge documental sobre la vida de Walcott i la influència sempre present del seu lloc de naixement, Saint Lucia.

## Vida personal
L'any 1954 Walcott es va casar amb Fay Moston, una secretària, i van tenir un fill, el pintor de St. Lucia Peter Walcott. El matrimoni va acabar en divorci el 1959. Walcott es va casar per segona vegada amb Margaret Maillard el 1962, que treballava com a almoinera en un hospital. Junts van tenir dues filles, Elizabeth Walcott-Hackshaw i Anna Walcott-Hardy, abans de divorciar-se el 1976. El 1976, Walcott es va casar per tercera vegada, amb l'actriu Norline Metivier; es van divorciar el 1993. La seva companya fins a la seva mort va ser Sigrid Nama, una antiga galerista d'art.
Walcott també era conegut per la seva passió per viatjar a països d'arreu del món. Va dividir el seu temps entre Nova York, Boston i Saint Lucia, i va incorporar les influències de diferents llocs a les seves obres.

## Denúncies d'assetjament sexual
El 1982, una estudiant de segon de Harvard va acusar Walcott d'assetjament sexual el setembre de 1981. Ella va al·legar que després de negar-se a un avançament sexual d'ell, li van donar l'única C de la classe. El 1996 una estudiant de la Universitat de Boston va demandar a Walcott per assetjament sexual i «contacte físic sexual ofensiu». Els dos van arribar a un acord.
L'any 2009, Walcott va ser un dels principals candidats al càrrec de professor de poesia d'Oxford. Va retirar la seva candidatura després de les informacions de les acusacions contra ell d'assetjament sexual de 1981 i 1996. Quan els mitjans van saber que pàgines d'un llibre estatunidenc sobre el tema s'enviaven de manera anònima a diversos acadèmics d'Oxford, això va despertar el seu interès per les decisions universitàries. Ruth Padel, també candidata principal, va ser escollida per al càrrec. En pocs dies, The Daily Telegraph va informar que havia alertat els periodistes dels casos d'assetjament. Sota una forta pressió mediàtica i acadèmica, Pàdel va dimitir. Pàdel va ser la primera dona escollida per al càrrec d'Oxford, i alguns periodistes van atribuir les seves crítiques a la misogínia i a una guerra de gènere a Oxford. Van dir que un poeta masculí no hauria estat tan criticat, ja que havia informat d'informació publicada, no de rumors.
Nombrosos poetes respectats, entre ells Seamus Heaney i Al Alvarez, van publicar una carta de suport a Walcott a The Times Literary Supplement i van criticar el furor de la premsa. Altres comentaristes van suggerir que tots dos poetes eren víctimes de l'interès dels mitjans en un afer universitari intern, perquè la història «tenia de tot, des de reclamacions sexuals fins a acusacions d'assassinat de persones». Simon Armitage i altres poetes van lamentar la renúncia de Padel.

## La seva mort

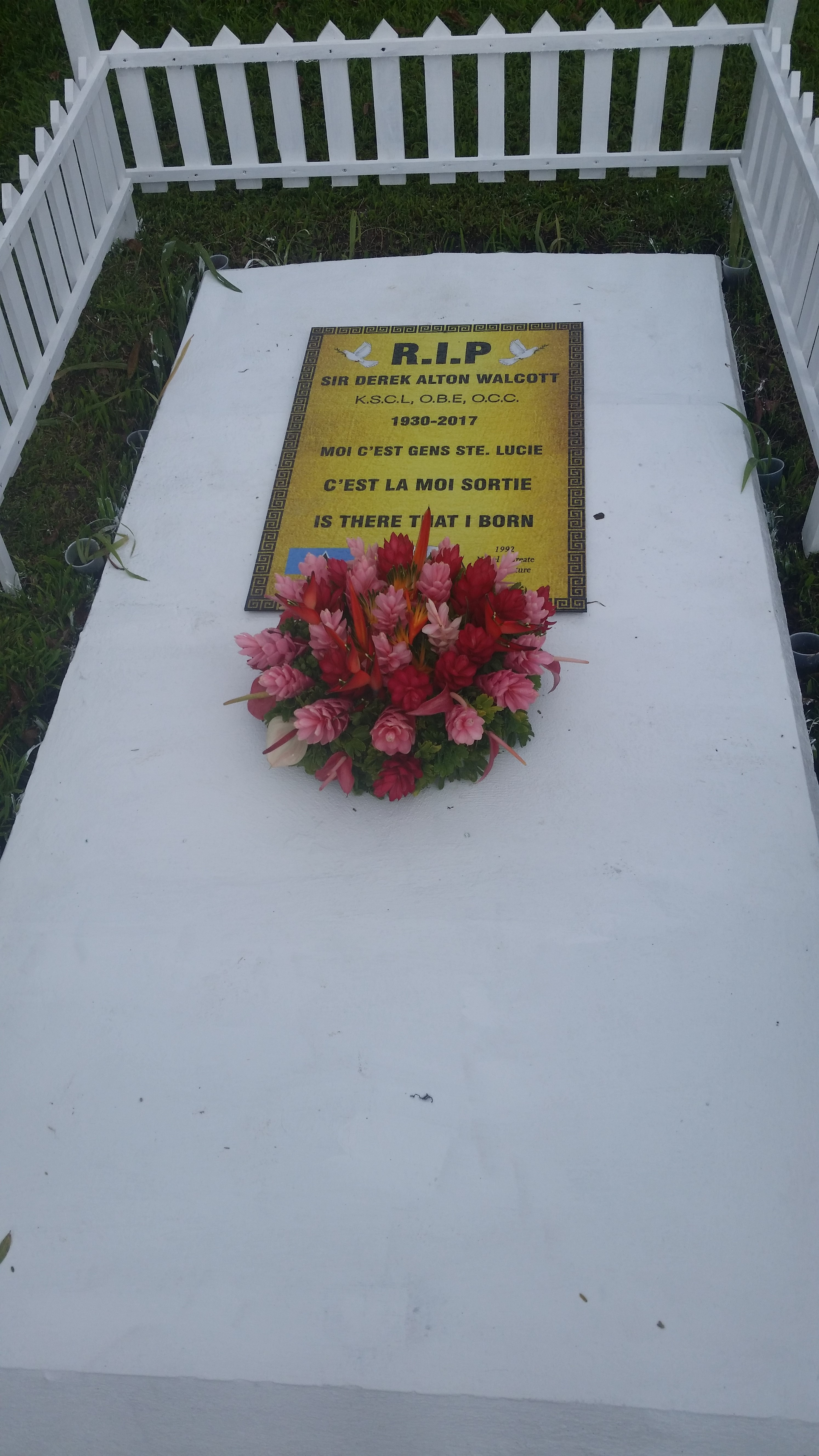
La tomba de Derek Walcott a Morne Fortune

Walcott va morir a la seva casa de Cap Estate, Saint Lucia, el 17 de març de 2017. Tenia 87 anys. El dissabte 25 de març li van oferir un funeral d'estat amb un servei a la catedral basílica de la Immaculada Concepció de Castries i sepultura a Morne Fortune.

## El seu llegat
L'any 1993, una plaça pública i un parc situats al centre de Castries (Saint Lucia), es van anomenar Derek Walcott Square. El 2013 es va produir un documental, «Poetry Is an Island: Derek Walcott», de la cineasta Ida Does, per homenatjar a ell i el seu llegat.
El Saint Lucia National Trust va adquirir la casa de la infància de Walcott a 17 Chaussée Road, Castries, el novembre de 2015, renovant-la abans d'obrir-la al públic com a Walcott House el gener de 2016.
Al gener de 2020, el Sir Arthur Lewis Community College de Saint Lucia va anunciar que els llibres de Walcott sobre literatura i poesia del Carib havien estat donats a la seva biblioteca.

## Premis i honors
- 1969: Premi Cholmondeley.[66]
- 1971: Premi Obie per a la millor obra estrangera (per Dream on Monkey Mountain).[66]
- 1972: Oficial de l'Ordre de l'Imperi Britànic.[16]
- 1981: MacArthur Foundation Fellowship (Premi genius).[66]
- 1988: Medalla de la Reina per Poesia.[40]
- 1990: Premi internacional d'escriptors del Consell d'Arts de Gal·les.[66]
- 1990: Premi literari W. H. Smith (per al poema Omeros).[40]
- 1992: Premi Nobel de Literatura.[40]
- 2004: Premi Anisfield-Wolf Book per a la seva carrera literària.[18]
- 2008: Doctor Honorari de la Universitat Essex.[22]
- 2011: Premi T. S. Eliot (per a la col·lecció de poemes White Egrets).[4]
- 2011: Premi OCM Bocas per a la Literatura del Carib (per a White Egrets).[3]
- 2015: Premi de poesia Griffin en reconeixement de la seva carrera professional.[67]
- 2016: Cavaller Comendador de l'Ordre de Saint Lucia.[23]

## Llista d'obres

### Col·leccions de poesies
- 1948: 25 Poems
- 1949: Epitaph for the Young: Xll Cantos
- 1951: Poems
- 1962: In a Green Night: Poems 1948—60
- 1964: Selected Poems
- 1965: The Castaway and Other Poems
- 1969: The Gulf and Other Poems
- 1973: Another Life
- 1976: Sea Grapes
- 1979: The Star-Apple Kingdom
- 1981: Selected Poetry
- 1981: The Fortunate Traveller
- 1983: The Caribbean Poetry of Derek Walcott and the Art of Romare Bearden
- 1984: Midsummer
- 1986 Collected Poems, 1948–1984, amb Love After Love
- 1987: The Arkansas Testament
- 1990: Omeros
- 1997: The Bounty
- 2000: Tiepolo's Hound, inclou aquarel·les de Walcott
- 2004: The Prodigal
- 2007: Selected Poems (editat, seleccionat i amb una introducció per Edward Baugh)
- 2010: White Egrets
- 2014: The Poetry of Derek Walcott 1948–2013
- 2016: Morning, Paramin (il·lustrat per Peter Doig)

### Obres de teatre
- 1950: Henri Christophe: A Chronicle in Seven Scenes
- 1952: Harry Dernier: A Play for Radio Production
- 1953: Wine of the Country
- 1954: The Sea at Dauphin: A Play in One Act
- 1957: Ione
- 1958: Drums and Colours: An Epic Drama
- 1958: Ti-Jean and His Brothers
- 1966: Malcochon: or, Six in the Rain
- 1967: Dream on Monkey Mountain
- 1970: In a Fine Castle
- 1974: The Joker of Seville
- 1974: The Charlatan
- 1976: O Babylon!
- 1977: Remembrance
- 1978: Pantomime
- 1980: The Joker of Seville and O Babylon!: Two Plays
- 1982: The Isle Is Full of Noises
- 1984: The Haitian Earth
- 1986: Tres obres de teatre: The Last Carnival, Beef, No Chicken, i A Branch of the Blue Nile
- 1991: Steel
- 1993: Odyssey: A Stage Version
- 1997: The Capeman (llibre i lletra, tots dos en col·laboració amb Paul Simon)
- 2002: Walker and The Ghost Dance
- 2011: Moon-Child
- 2014: O Starry Starry Night

### Altres llibres
- 1990: The Poet in the Theatre, Poetry Book Society (Londres)
- 1993: The Antilles: Fragments of Epic Memory Farrar, Straus (Nova York, NY)
- 1996: Conversations with Derek Walcott, University of Mississippi (Jackson, MS)
- 1996: Homage to Robert Frost, Farrar, Straus (Nova York); Junt amb Joseph Brodsky i Seamus Heaney
- 1998: What the Twilight Says (assaig), Farrar, Straus (Nova York, NY)
- 2002: Walker and Ghost Dance, Farrar, Straus (Nova York, NY)
- 2004: Another Life: Fully Annotated, Lynne Rienner Publishers (Boulder, CO)